# Europeiska Buddhistiska Unionen
Europeiska Buddhistiska Unionen (förkortat EBU) är en buddhistisk paraplyorganisation för de buddhistiska organisationer som representerar religionen på den nationella nivån, primärt inom Europa. Därutöver finns det även enstaka organisationer från andra länder som är medlemmar.
Unionens huvudkontor ligger i Paris, Frankrike.

## Historia
Europeiska buddhister började planera paneuropeiskt samarbete redan på 1930-talet. Den första internationella kongressen hölls år 1933. Före andra världskriget organiserades ytterligare två kongresser i London (1934) och i Paris (1937).
I sin nuvarande form grundades EBU år 1975. Sedan 2008 har EBU varit ansluten till en konferens av icke-statliga organisationer som verkar under Europarådet.

## Organisation
EBU består av 50 medlemsorganisationer. Sverige representeras av Sveriges buddhistiska gemenskap.
Det verkställande organet i EBU är styrelsen, som väljs vart tredje år av det högsta beslutande organet, EBU:s kongress. Unionens nuvarande ordförande är Ron Eichhorn från Tyskland.

## Verksamhet
Inom unionen finns ett flertal nätverk som ansvarar för en viss verksamhet eller lyfter fram ett buddhistiskt perspektiv inom sitt verksamhetsområde. De nuvarande nätverken är:
- AMG (organisatör av kongressen)
- Buddhist Action Month (buddhismens utbredning och interreligiös dialog)
- Buddhist Teachers in Europe (buddhistiska dharmalärare i Europa)
- Buddhist Chaplaincy (andlig hjälp vid bland annat sjukhus och garnisoner)
- European Affairs (Europarelaterande frågor)
- EBU Events (evenemang)
- National Unions (medlemsorganisationer)
- Rainbow Sangha (HBTQ-frågor)
- Women (kvinnofrågor)

Unionen bedriver också lobbyverksamhet gentemot beslutsfattande organ, såsom Europaparlamentet.
EBU ger ut en tidning med namnet European Buddhist Magazine.